# Stadtkirche Nagold

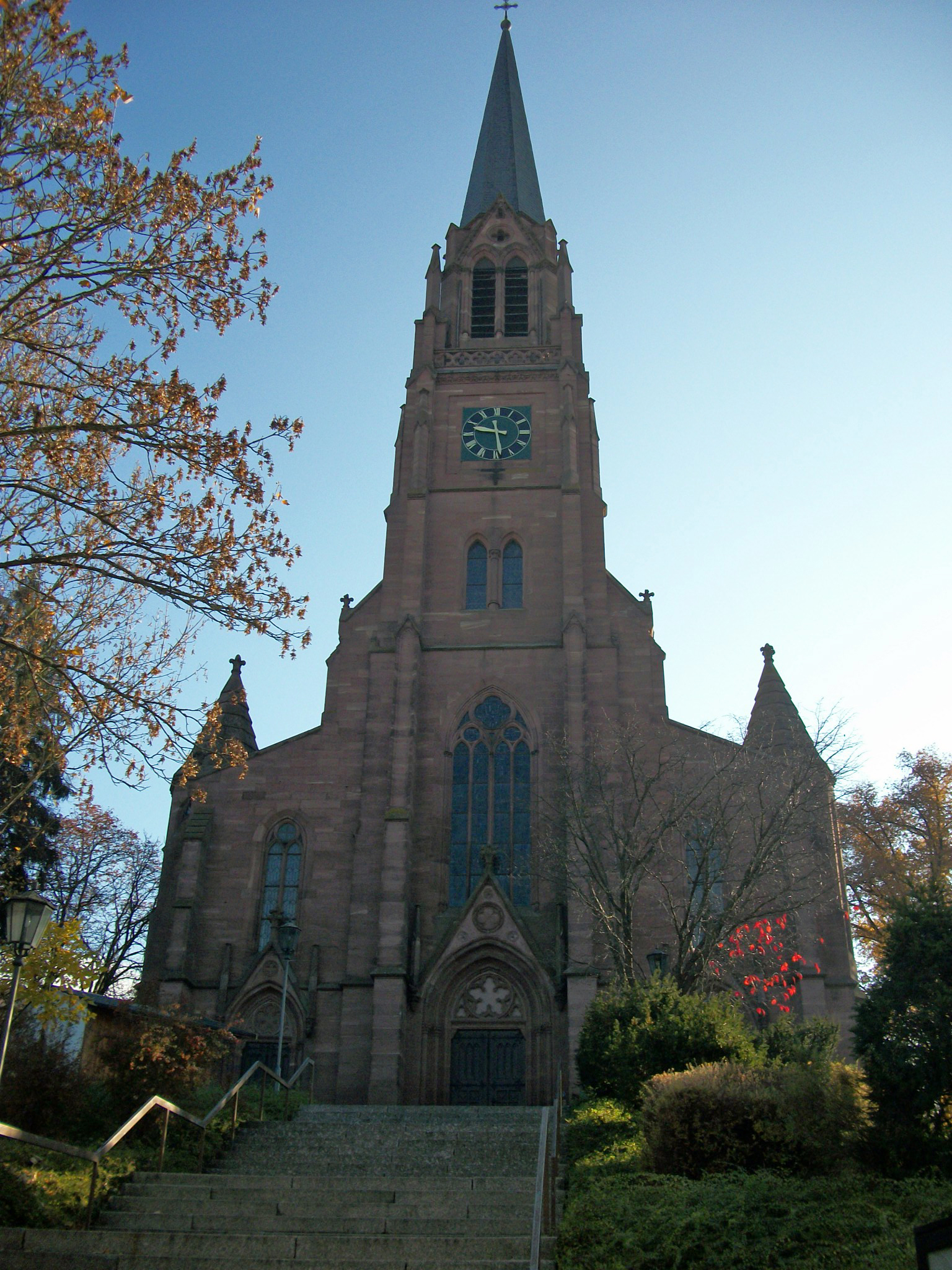
Stadtkirche Nagold

Die evangelische Stadtkirche Nagold (auch Johanneskirche genannt) ist die Stadtkirche von Nagold, einer Stadt im Landkreis Calw von Baden-Württemberg. Das Bauwerk ist beim Landesamt für Denkmalpflege Baden-Württemberg als Baudenkmal eingetragen. Die Kirchengemeinde gehört zum Kirchenbezirk Calw-Nagold der Evangelischen Landeskirche in Württemberg.

## Baugeschichte

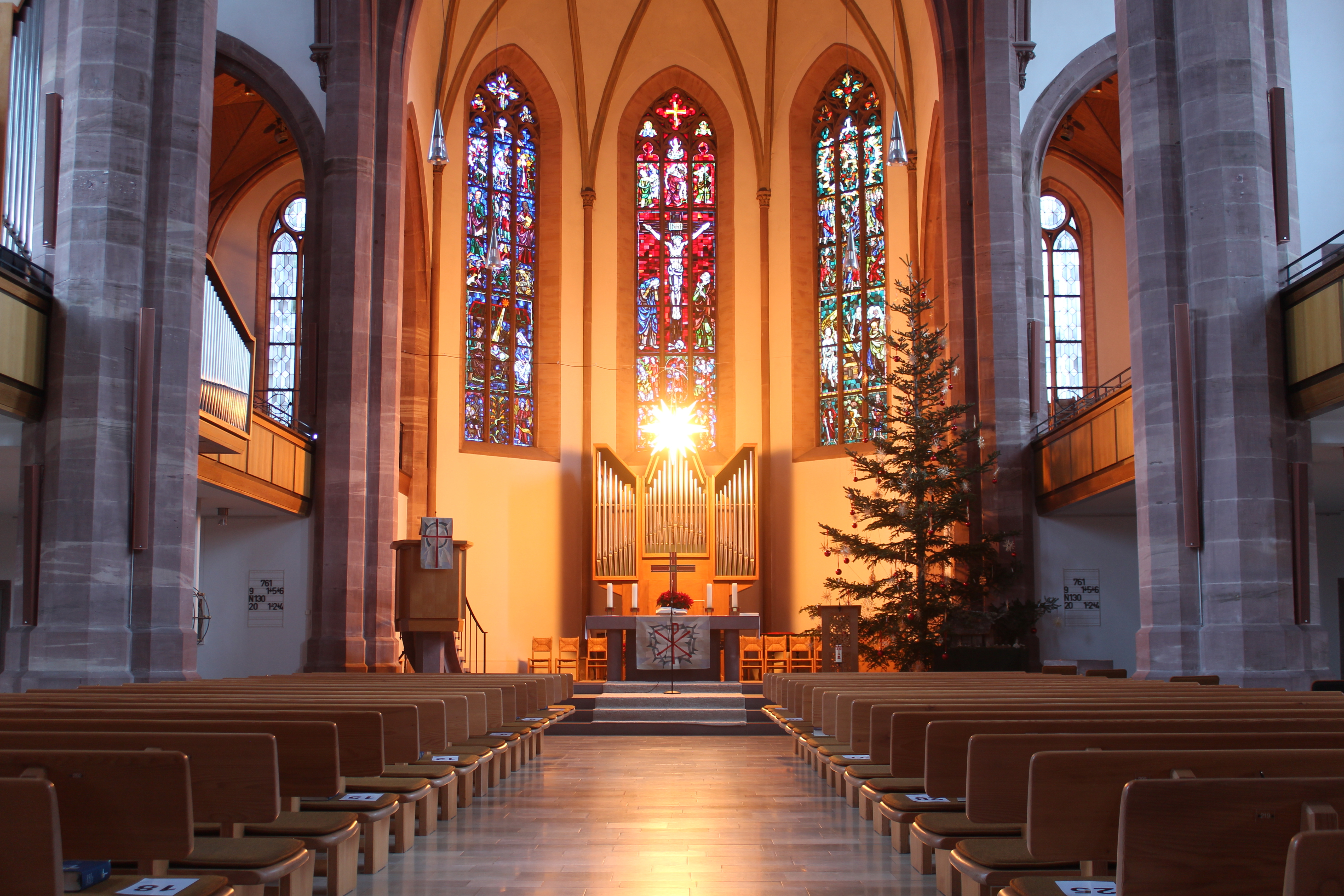
Blick zum Chor

Die erste Stadtkirche, um 1360 als eine der Jungfrau Maria geweihte Kapelle innerhalb der Stadtmauern erbaut, 1401 erweitert, mit Turm und Chor versehen und vermutlich bald darauf zur Pfarrkirche erhoben, war im 19. Jahrhundert zu klein und baufällig geworden. Nach Fertigstellung der neuen Stadtkirche (Johanneskirche) wurde sie 1876/77 abgebrochen, wobei der „Alte Turm“ an der Ecke Marktstraße/Turmstraße erhalten blieb und heute als Wahrzeichen der Stadt Nagold dient. Charakteristisch ist die doppelte Laterne in seinem Helm. Der Grundriss der alten Kirche ist aus der Pflasterung des Fußgängerbereichs am Turmfuß ersichtlich.
Aufgrund zunehmender Baufälligkeit und der wachsenden Bevölkerung, einschließlich Kirchgängern aus den Filialorten Iselshausen, Emmingen, Mindersbach und Unterschwandorf, erwies sich die alte Stadtkirche als zu klein. Als neue evangelische Stadtkirche wurde vom Stuttgarter Baudirektor Theodor von Landauer die Johanneskirche als neugotische, von Strebepfeilern gestützte Kreuzbasilika nach dem Eisenacher Regulativ entworfen. Wirtschaftliche und gesellschaftliche Umbrüche, darunter die Napoleonischen Kriege, Missernten und Auswanderungsbewegungen dazu, dass die Finanzierung eines Neubaus lange ungewiss blieb. Nach seinem Amtsantritt im Jahr 1851 setzte sich Dekan Johann Georg Freihofer mit der Frage der Baufinanzierung auseinander. Er argumentierte, dass der Staat für die Kosten aufkommen müsse, da das Kirchenvermögen im Zuge der Reformation 1543 eingezogen worden war. Ein Rechtsstreit führte letztlich dazu, dass die Stadt Nagold Recht erhielt und die neue Kirche 1870 bis 1874 auf Staatskosten erbaut wurde. Während eines Besuchs in Nagold informierte sich König Karl von Württemberg über den Baufortschritt und stiftete nach dem Tod seines Cousins Nikolai Alexandrowitsch Romanow die ersten Chorfenster.
Bei der Einweihung im Jahr 1874 galt die Johanneskirche als Gesamtkunstwerk. Sie gilt architektonisch als Nachfolgebau der Stuttgarter Johanneskirche am Feuersee von Oberbaurat Christian Friedrich von Leins und zeigt im Vergleich mit anderen neugotischen Kirchen eigenständige architektonische Züge, die im Innern ein großzügiges Raumgefühl vermitteln. Sie besteht aus einem Langhaus aus einem Mittelschiff und zwei Seitenschiffen, und einem eingezogenen Chor im Osten, zwischen denen sich das Querschiff befindet, und dem Kirchturm im Westen. Der Turm des dreischiffigen Baus ist 60 Meter hoch und ragt – vor allem von unterhalb der Eingangstreppe gesehen – monumental in den Himmel hinauf.
Im Zuge einer Renovierung in den Jahren 1968/69 wurde die neugotische Ausstattung jedoch entfernt, sodass nur noch das Äußere dem ursprünglichen Plan entspricht. Unter der Leitung von Oberbaurat Hannes Mayer wurden insbesondere Maßnahmen zur Verbesserung der Lichtverhältnisse ergriffen, wobei Grundsätze des Eisenacher Regulativs übergangen wurden. Dies betraf auch die vom württembergischen König Karl 1874 gestifteten farbverglasten Chorfenster. Sie wurden nach und nach ersetzt durch modernere Glasgemälde von Adolf Valentin Saile, die 1952 und 1955 eingebaut wurden. Sie thematisieren die Dreieinigkeit Gottes; das Gott-Vater-Fenster ist in Blau, das Christus-Fenster in Rot und das Heilig-Geist-Fenster in Grün gehalten. Die Entfernung des Mittelgangs zugunsten eines durchgehenden Bankblocks stieß in der Gemeinde auf Ablehnung. Im Jahr 2008 wurde der Mittelgang in Abstimmung mit dem Denkmalschutz wiederhergestellt.

## Orgel

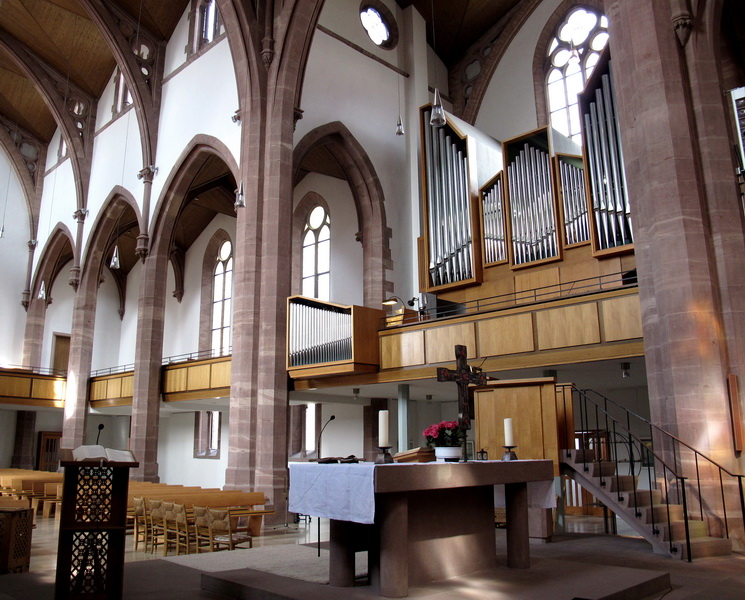
Hauptorgel der Stadtkirche Nagold

1874 errichtete der Orgelbauer Friedrich Weigle aus Echterdingen für die neuerbaute Kirche ein Instrument mit 32 Registern auf zwei Manualen und Pedal und mechanischen Kegelladen. Die Orgel wurde auf der rückwärtigen Empore vor dem großen Westfenster platziert. Ihre Disposition orientierte sich an den liturgischen Anforderungen der damaligen Zeit sowie an der romantischen Orgelmusik, galt jedoch bereits zum Zeitpunkt ihres Baus als eher konservativ.
Schon vor dem Ersten Weltkrieg wurde die Orgel als nicht mehr zeitgemäß empfunden. Geplant war eine Modernisierung, die eine Umstellung auf pneumatische Traktur sowie eine klangliche Neugestaltung umfassen sollte. Die dafür angesammelten finanziellen Mittel gingen jedoch infolge der Inflation verloren.
In den 1930er Jahren wurde durch die aufkommende Orgelbewegung erneut eine Umgestaltung der Orgel erwogen, die jedoch aufgrund des Zweiten Weltkriegs und seiner Folgen nicht umgesetzt wurde. Erst ab 1950/51 wurden durch den damaligen Orgelsachverständigen Herbert Liedecke schrittweise Veränderungen vorgenommen. In mehreren Etappen wurden neue Register eingebaut und bestehende Register verändert, um die Orgel an die klanglichen Vorstellungen der Orgelbewegung anzupassen. So wurde beispielsweise das enge Dolce 4′ durch Kürzen der Pfeifenkörper in eine weite Sifflöte 1′ umgewandelt. Diese Maßnahmen zielten darauf ab, das Pfeifenwerk in eine später geplante, größere Orgel zu integrieren.
Im Zuge der umfassenden Renovierung der Stadtkirche ab 1968, bei der auch die Emporen abgebrochen wurden, musste die Orgel ausgebaut werden. Die für eine spätere Wiederverwendung vorgesehenen Pfeifen sowie weitere potenziell nutzbare Elemente wurden in vorausschauender Planung sorgfältig eingelagert.
Im Jahr 1971 wurde schließlich erneut von Orgelbau Weigle als deren Opus 1202 eine neue Hauptorgel errichtet. Aufgrund der Freilegung des Westfensters konnte sie nicht mehr an ihrem ursprünglichen Standort aufgestellt werden. Stattdessen fand sie ihren Platz auf der Empore des nördlichen Querhauses, wodurch eine bessere Anbindung an den Chorraum und den Altar gewährleistet wurde. Die neue Orgel wurde mit mechanischen Schleifladen und elektrischer Registertraktur ausgestattet, wodurch Spielhilfen wie freie Kombinationen und eine Walze integriert werden konnten. Die Disposition, entworfen von Herbert Liedecke und Kantor Rudolf Schmid, berücksichtigte sowohl den liturgischen Gebrauch als auch die Anforderungen der historischen Aufführungspraxis. Etwa 22 der 46 Register stammten aus der Vorgängerorgel.

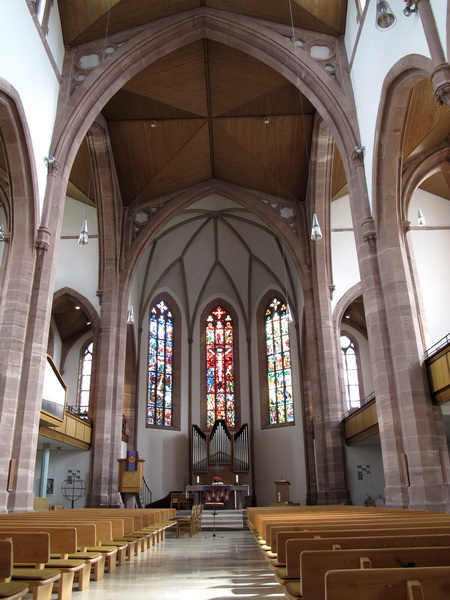
Chororgel

Parallel zur Hauptorgel wurde eine Chororgel errichtet, die von Kantor Rudolf Schmid gestiftet wurde. Sie war für kleinere musikalische Feiern und die Begleitung groß besetzter Aufführungen im Chorraum konzipiert. Das Instrument umfasst acht Register mit mechanischer Spiel- und elektrischer Registertraktur und konnte über den Spieltisch der Hauptorgel angespielt werden.
Im Jahr 2010 wurde eine Restaurierung durch die Orgelbauer Michael Mauch und Tilman Trefz durchgeführt, bei der auch umfangreiche technische und klangliche Verbesserungen vorgenommen und die historischen Register der Weigle-Orgel von 1874 in die Disposition integriert wurden, wodurch eine stilistische Synthese zwischen der romantischen Orgelbaukunst des 19. Jahrhunderts und den klanglichen Konzepten der Orgelbewegung des 20. Jahrhunderts entstand. Die temperierte Stimmung wurde an historische Vorbilder angelehnt, um sowohl barocke als auch romantische Orgelmusik adäquat darstellen zu können. Auch die Chororgel wurde im Zuge dieser Maßnahmen überarbeitet, wobei ihre Disposition weitgehend erhalten blieb. Eine klangliche Ergänzung erfolgte durch die separate Spielbarkeit der tiefsten Mixtur-Chöre, wodurch zusätzliche Registriermöglichkeiten geschaffen wurden.